# 鹿本農業協同組合
鹿本農業協同組合（かもとのうぎょうきょうどうくみあい）は、熊本県山鹿市鹿央町に本所を置く農業協同組合。山鹿市と熊本市北区植木町を管轄地域としている。通称はJA鹿本。

## 沿革
- 1989年 - 山鹿市、鹿北町、菊鹿町、鹿本町、鹿央町、植木町の6農協が合併し、鹿本農業協同組合が発足
- 1993年 - 統一ネーミング「夢大地かもと」決定
- 2004年 - 鹿北、菊鹿、鹿本町、鹿央営農センターがスタート
- 2005年 - 山鹿、植木北部、植木南部営農センターがスタート
- 2007年 - 26支所1支店体制から6支所6取次店体制へ再編
- 2012年 - 鹿央町に新本所建設[1]
- 2016年 - 植木支所事務所建設
- 2017年 - 山鹿営農センター移転新築
- 2019年 - 鹿本町支所及び鹿本町営農センター建設

出典：ディスクロージャー誌 2022

## 店舗

### 山鹿市
- 本所 - 山鹿市鹿央町持松159番地1
- 山鹿支所 - 山鹿市熊入町139番地1
- 鹿北支所 - 山鹿市鹿北町岩野130番地1
- 菊鹿支所 - 山鹿市菊鹿町下内田390番地
- 鹿本町支所 - 山鹿市鹿本町来民651番地6
- 鹿央支所 - 山鹿市鹿央町合里402番地1

### 熊本市
- 植木支所 - 熊本市北区植木町岩野220番地2